# Revolta a Mongòlia de 1932
La revolta a Mongòlia de 1932 (en mongol: 1932 оны зэвсэгт бослого, 1932 ony zevsegt boslogo), també conegut com l'Aixecament de Khuvsgul (en mongol: Хөвсгөлийн бослого, Khөvsgөliyn boslogo) va ser una revolta popular que es va originar a Mongòlia contra la política de «rumb a l'esquerra» del Partit Revolucionari del Poble de Mongòlia (ara Partit del Poble de Mongòlia), dirigida per bolxevics soviètics i agents de la Comintern en la República Popular de Mongòlia.
Dirigits principalment per lames, els aixecaments van abastar el nord-oest del país i van durar d'abril a novembre de 1932. La majoria dels rebels eren pastors comuns, però fins i tot molts membres del partit i els buròcrates locals es van unir a la rebel·lió. Els rumors sobre el suport del llavors panchen-lama Thubten Choekyi Nyima i dels japonesos van esperonar als insurgents. Més de 1.500 persones van morir a causa de la violència, ja que tant els insurgents com les tropes mongoles secundades pels soviètics i enviades per a sufocar la rebel·lió van cometre atrocitats.
Un estudi especialitzat va revelar que aquest aixecament respon als criteris generalment acceptats de guerra civil. Les insinuacions que l'aixecament va ser inspirat o secundat per l'Imperi Japonès o el novè panchen-lama no estan confirmades pels documents d'arxiu.